# Słupsko (Łódź)
Pour les articles homonymes, voir Słupsko.
Słupsko est une localité polonaise de la gmina de Mokrsko, située dans le powiat de Wieluń en voïvodie de Łódź.